# Берсіаль-де-Сапардьєль
Берсіаль-де-Сапардьєль (ісп. Bercial de Zapardiel) — муніципалітет в Іспанії, у складі автономної спільноти Кастилія-і-Леон, у провінції Авіла. Населення — 254 особи (2010).
Муніципалітет розташований на відстані близько 130 км на північний захід від Мадрида, 48 км на північний захід від Авіли.

## Демографія
Динаміка населення (INE ):